# Trușești (gmina)
Trușești – gmina w Rumunii, w okręgu Botoszany. Obejmuje miejscowości Buhăceni, Ciritei, Drislea, Ionășeni, Păsăteni i Trușești. W 2011 roku liczyła 5229 mieszkańców.